# Acodia
Acodia là một chi bướm đêm thuộc họ Geometridae.

## Các loài
- Acodia chytrodes (Turner, 1926)
- Acodia orina (Turner, 1926)
- Acodia pauper Rosenstock, 1885